# Скрытохвост Берлепша
Скрытохвост Берлепша (лат. Crypturellus berlepschi) — вид наземных птиц семейства тинаму. Подвидов не выделяют. Обитает во влажных лесах северо-запада Колумбии и Эквадора. Видовое название дано в честь немецкого орнитолога Ганса фон Берлепша.

## Описание
Скрытохвост Берлепша достигает длины 28—32 см; самцы весят от 430 до 527 г, а самки существенно тяжелее и весят от 512 до 615 г. Половой диморфизм в окраске оперения не выражен. Голова, горло и шея тускло-чёрные. Остальная часть оперения буровато-чёрная или тёмно-бурая, на расстоянии кажется чёрной. Радужная оболочка желтовато-оранжевая или светло-красновато-коричневая. Надклювье черноватое, подклювье тускло-оранжево-красное. Цевка и пальцы ног тёмно-красновато-коричневые.

## Ареал и среда обитания
Птица обитает в низменных влажных лесах. Также доказано, что птица может жить в местах, где были вырублены леса. Её ареал простирается от северо-запада Колумбии до северо-запада Эквадора.

## Поведение
Как и другие тинаму, птица питается на земле или с низменных кустов. В состав рациона входят плоды и семена, а также беспозвоночные. 
Самец в течение 16—20 дней насиживает яйца, которые могут быть от 4 разных самок. Птенцы способны бегать и добывать пищу через несколько часов после рождения, а затем самец заботится о птенцах, которые становятся полностью самостоятельными через 16—20 дней. Гнездо находится на земле в густой траве или между приподнятыми корневыми опорами.

## Статус
МСОП классифицирует птицу как находящуюся под наименьшей угрозой, площадь ареала превышает 100 000 км².